# Usnea subscabrata
Usnea subscabrata är en lavart som först beskrevs av Edvard(Edward) August Vainio, och fick sitt nu gällande namn av Józef Motyka. Usnea subscabrata ingår i släktet Usnea, och familjen Parmeliaceae. Arten är reproducerande i Sverige.